# KP Persei
KP Persei (KP Per / HD 21803) es una estrella de magnitud aparente +6,41 situada en la constelación de Perseo.
De acuerdo a la nueva reducción de los datos de paralaje de Hipparcos, se encuentra a 370 pársecs o 1208 años luz del sistema solar.

## Características físicas
KP Persei es una subgigante blanco-azulada de tipo espectral B2IV.
Tiene una luminosidad 8900 veces superior a la luminosidad solar y una elevada temperatura efectiva de 22.300 K.
Con un radio 6,5 veces más grande que el del Sol, gira sobre sí misma con una velocidad de rotación proyectada —límite inferior de la misma— de 39 km/s.
La abundancia relativa de helio de KP Persei, [He/H] = 0,136, corresponde a la de una estrella evolucionada, claramente por encima del nivel inicial de estas estrellas a la edad cero de la secuencia principal ([He/H] ≈ 0,10).
Es una estrella masiva con una masa de 8,1 - 9,8 masas solares y una edad entre 18 y 22 millones de años.
Su masa está en el límite por encima del cual las estrellas finalizan su vida explosionando violentamente en forma de supernova.

## Variabilidad
KP Persei es una estrella variable catalogada como variable Beta Cephei.
Estas variables —entre las que figuran Murzim (β Canis Minoris) y ε Persei A — deben sus variaciones de brillo a pulsaciones en su superficie.
La variación registrada en el brillo de KP Persei es de 0,140 magnitudes, siendo su período de 0,2017786 días (4,84 horas).